# František Černík (pallanuotista)
František Černík (Praga, 14 giugno 1900 – Praga, 21 luglio 1982) è stato un nuotatore e pallanuotista cecoslovacco.
È stato un membro della Cecoslovacchia che ha partecipato ai Giochi di Anversa 1920.
Nel 1924 guidò la squadra rappresentativa di pallanuoto ai Giochi di Parigi 1924 come allenatore.